# Idioma kumiai
El idioma kumiai (también diegueño del sur, campo o kumeeyaay (en inglés), es una lengua indígena perteneciente a la familia lingüística yumano-cochimí. Es hablada por menos de quinientas personas del grupo étnico kumiai que viven en dos distritos del estado de California (Estados Unidos) y también en Baja California (México). El nombre nativo de esta lengua es kamia. 
Hinton (1994:28) sugirió que quedaban en torno a 50 hablantes fluidos de kumiai. Una estimación más amplia que incluye a los hablantes de ipai y tipai, basada en el censo estadounidense de 2000, da una cuenta de unos 110 hablantes, incluyendo 15 hablantes menores de 18 años. Por otro lado el censo mexicano de 2010 refleja unos 377 hablantes, entre los cuales se incluyen 88 que llaman a su lengua "cochimí".
El kumiai y sus vecinos, el ipai y el tipai al sur, se consideran a veces dialectos del kumiai, si bien la mayor parte de los lingüistas los consideran diferentes lenguas de un continuo geolectal (Langdon 1990).

## Documentación
En 1999, la documentación publicada en kumiai parecía limitarse a un número de textos bastante limitado. En mayo de 2014, aparecieron algunas lecciones de kumiai en línea. Se está preparando un "diccionario de los cinco dialectos de kumiai hablados en Baja California". Existen grabaciones de relatos en lengua kumiai en el museo Kumiai de Tecate.